# Парк відпочинку (Мужієво)
Парк відпочинку — парк-пам'ятка садово-паркового мистецтва місцевого значення. Об'єкт розташований на території Берегівського району Закарпатської області, с. Мужієво.
Площа — 1 га, статус отриманий у 1969 році.
Статус надано з метою охорони цінного зразка паркового будівництва, де зростають цінні екзоти.
Завдання парку-пам'ятки: охорона та використання з естетичною, виховною, науковою, природоохоронною та оздоровчою метою цінного зразка паркового будівництва; поширення екологічних знань; підтримка загального екологічного балансу в регіоні.